# Гори Лазарєва
Гори Лазарєва (англ. Lazarev Mountains) — гори вулканічного походження в Антарктиді, у її західній частині, біля льодовика Матусевич в 40 км на південь від піка Ельд. Висота найвищої вершини — 1066 метрів.
Гори вперше були сфотографовані з повітря ВМФ США операцією «Highjump» (1946—1947), потім радянською антарктичною експедицією, яка проходила в період з 1957 по 1958 роки та на рік пізніше (у 1959 році) австралійською антарктичною національно дослідницькою експедицією.
Свою назву гори отримали на честь Михайла Лазарєва, який був командиром шлюпа «Мирний» в науковій експедиції Фадея Беллінсгаузена.